# 德爾日烏鄉

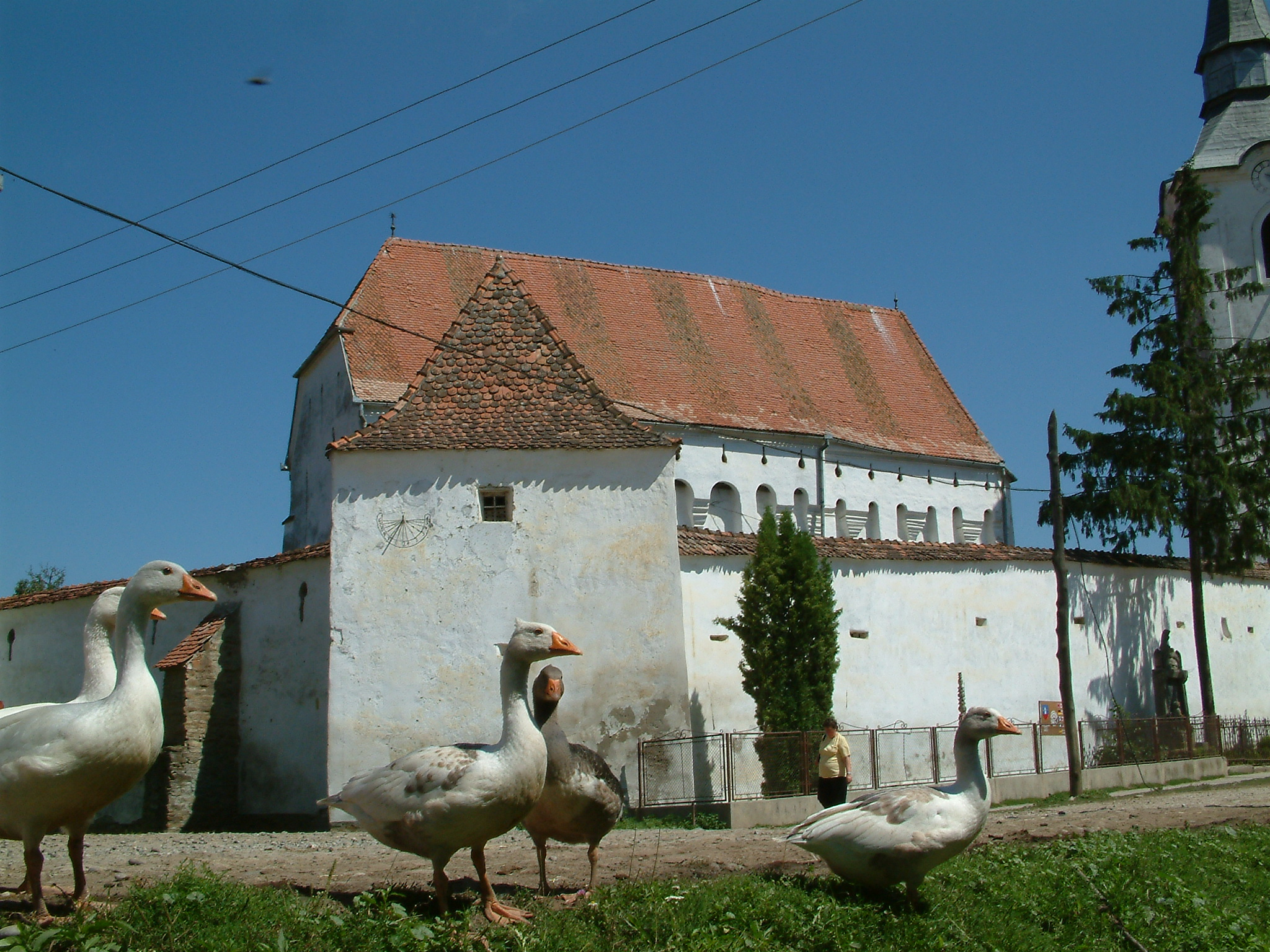

46°12′N 25°12′E / 46.200°N 25.200°E
德爾日烏鄉（羅馬尼亞語：Comuna Dârjiu, Harghita），是羅馬尼亞的鄉份，位於該國中部，由哈爾吉塔縣負責管轄，面積42平方公里，海拔高度581米，2007年人口1,096，人口密度每平方公里26人。

## 名称
匈牙利语名称Székelyderzs（塞凯伊代尔日）在1334年教皇的什一税列表中首次被提及为“De ers”。1525年，它被记录为Ders，而在1760年，它的现代匈牙利语名字Székely Derzs已经被提及。Derzs这部分被认为来自古保加尔语。

## 历史

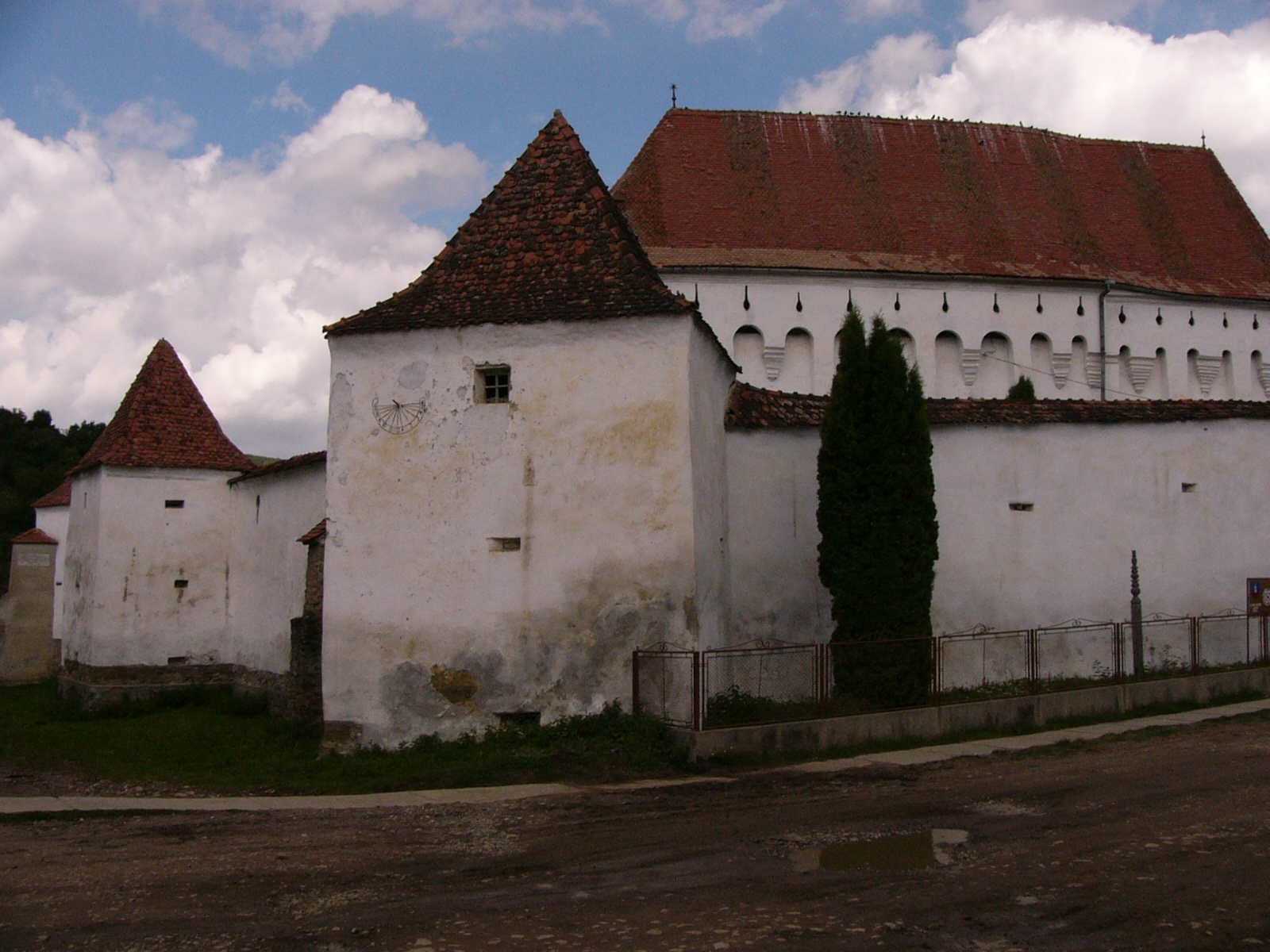
一位论派教堂

这个村庄是德尔日乌设防教堂的所在地，这是一座建于13世纪的设防一位论派教堂，被列入联合国教科文组织的世界遗产名录。
一位论是特兰西瓦尼亚1583年梅迪亚什议会的官方宗教。第一位主教是费伦茨·大卫，一位讲匈牙利语的萨克森当地人。特兰西瓦尼亚的第一位被任命的统治者是匈牙利国王扎波尧伊·亚诺什（1526-1541）的儿子、一位论者扎波尧伊·亚诺什·齐格蒙特。
这些村庄在历史上是特兰西瓦尼亚省塞凯伊地的一部分。在1876年特兰西瓦尼亚行政改革之前，它们属于乌德沃尔海伊塞克区，随后并入匈牙利王国的乌德沃尔海伊县。1919年的匈牙利-罗马尼亚战争和1920年的《特里亚农条约》之后，它们成为罗马尼亚王国的一部分，并在战间期归属于奥多尔海县的奥多尔海区（Plasă）。1940年，第二次维也纳仲裁将北特兰西瓦尼亚授予匈牙利，这些村庄一直由匈牙利持有，直到1944年9月，罗马尼亚和苏联军队在第二次世界大战后期重新获得控制权。在苏联短暂占领后，罗马尼亚政府于1945年3月收回领土。1952年至1960年，该乡归属于马扎尔自治区，1960年至1968年归属于穆列什-马扎尔自治区。1968年，自治区被废除，从那时起，该乡一直是哈尔吉塔县的一部分。

### 一位论派的中心区域
有8万至10万名一位论派居住在特兰西瓦尼亚的地理区域，主要在锡吉什瓦拉和奥多尔黑尤-塞库耶斯克之间，或多或少在德尔日乌附近。再往东的匈牙利人主要是天主教徒，也有归正宗飞地，例如在前哈罗姆谢克县，而前奇克县则是坚定的天主教派。
一位论派教堂的壁画展示了匈牙利国王拉斯洛一世的传说。当库曼人闯入匈牙利王国时，仍然是公爵的拉斯洛和他的堂兄（所罗门一世国王）骑马反抗他们，将一名据信是贵族女儿的女孩从库曼人手中解放出来。不幸的是，女孩并不支持未来圣人的这一行为。
该地区的其他壁画可以在穆杰尼乡、奥克兰德乡（Karácsonyfalva）的一位论教堂，以及希莫内什蒂乡（Rugonfalva）和克里斯图鲁-塞库耶斯克（Székelykeresztúr）的小型教堂找到。萨克森风格的壁画在拉斯莱亚乡（Szászzentlászló）最为重要。

## 人口
根据2011年的人口普查，该社区的人口为1036人，其中91.51%为匈牙利人，5.69%为罗姆人，1.35%为罗马尼亚人；60.62%的居民是是一位论派，20.46%是归正宗，7.34%是罗马天主教，3.96%是浸礼会教徒，1.83%是罗马尼亚正教会。在2021年的人口普查中，德尔日乌的人口为851人；其中92.6%是匈牙利人，1.41%是罗马尼亚人。

## 姊妹城市
- 匈牙利 道拉尼

当地的一位论社区与美国新泽西州樱桃山的普救一位神教教会有联系。